# Ebbe Reuterdahl
Ebbe Henrik Samuel Reuterdahl, född 29 december 1887 i Malmö, död 28 maj 1966 i Stockholm, var en svensk författare och debattör. 
Han är mest känd för sitt aktiva motstånd mot Vilhelm Mobergs utvandrarserie. Han var syskonbarnbarn till den svenske ärkebiskopen och ecklesiastikministern Henrik Reuterdahl.

## Reuterdahlsfejden
Reuterdahl, som var aktiv pingstvän, var förgrundsfigur i den så kallade Reuterdahlsfejden där han som ledare för Riksaktionen mot smutslitteraturen och mot svärjandet  angrep Vilhelm Moberg och i en rad debattartiklar och publikationer manade till ett förbud mot boken Utvandrarna . Han menade att den innehöll osedligt språk, och att boken på många sätt utmålade de utvandrande nordamerikafararna på ett skamfullt sätt. Fejden stod mellan de båda i många år, och Reuterdahl blev ofta påhoppad av Moberg och hans allierade som gammal och förlegad. 
Debatten mynnade ut i att Reuterdahl tvingades att ta tillbaka sina anklagelser, och ironiskt nog ledde den mediala uppståndelsen kring debatten även till ökad försäljning av böckerna.